# Rząśnik (gmina Świerzawa)
Rząśnik  (německy Schönwaldau, jinými názvy též Schiwale, Sonewald, Kseniówka či Stalowa Wola) je obec v polském Dolnoslezském vojvodství. Nachází se v okrese Złotoryja a je součástí gminy Świerzawa.

## Geografie
Rząśnik leží na území severního předhůří Kačavských hor. Vesnická zástavba je protažena v délce 3,1 km podél horního toku Czermnice až k oblasti jejího prameniště na severovýchodním úbočí Severního hřebene Kačavských hor. Obec ke obklopena kopci s vrcholy v nadmořské výšce mezi 400 a 500 metry. Na jihozápadě je to vrch Skala (485 m n. m.), na západě Szeroka (467 m n. m.) a Miesek (466 m n. m.), na severu Rawka (427 m n. m.) a na východě Sokołowskie Wzgórza (452 až 474 m n. m.). O něco dále od Rząśniku směrem na jihovýchod se zvedá masív Okole (718 m n. m.) s nižším vrcholem Leśniakem (677 m n. m.). Součástí obce, která má statut starostenství, jsou osady Orzechowice, Posepsko a Sądrecko.

## Historie
Z okolí Rząśniku pocházejí archeologické nálezy, které dokazují, že oblast byla osídlena již v období paleolitu. Pokud jde o založení vesnice, existence románského kostela ze 13. století a způsob zástavby, odpovídající charakteru lesní lánové vsi, svědčí o tom, že obec vznikla v době středověké kolonizace podhorských a horských oblastí Slezska.

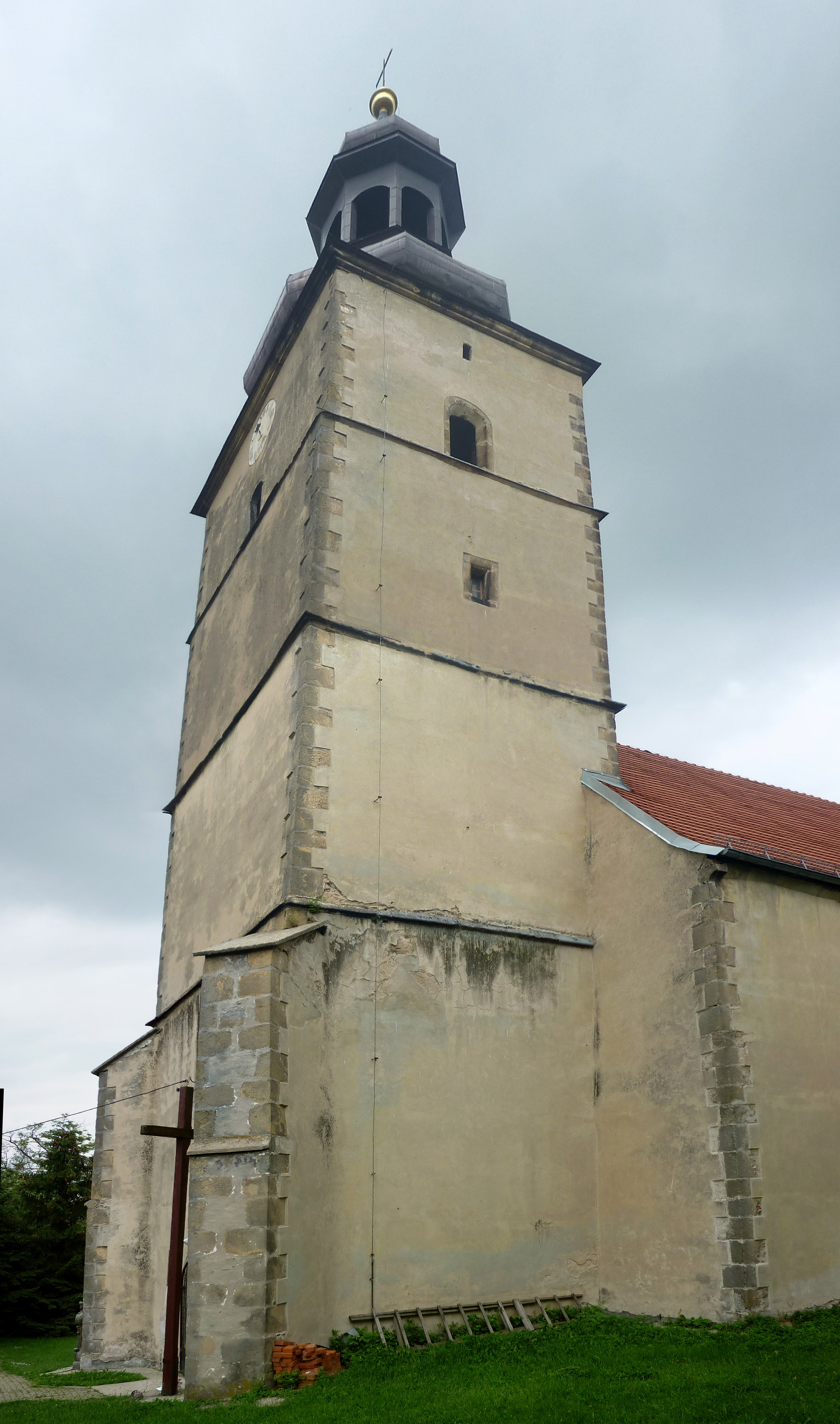
Věž kostela Nejsvětější trojice

V roce 1734 byl v Rząśniku vybudován barokním architektem Martinem Frantzem z estonského Tallinnu velký zámek se třemi rizality a dvěma postranními křídly. Zámek byl na počátku 19. století modernizován a přestavěn, v té době byl u něj také vybudován přilehlý zámecký park. Rząśnik byl v 18. a 19. století prosperující obcí - mj. zde byly dva vodní mlýny, pila, vápenka a cihelna.
Po vysídlení německého obyvatelstva v roce 1945 se Rząśnik stal součástí polského Dolního Slezska. V letech 1975 –1998 obec náležela do Jeleniogórského vojvodství. Po druhé světové válce používalo zámek a přilehlý areál hospodářských budov místní zemědělské družstvo. Zemědělci opustili budovu kvůli jejímu špatnému technickému stavu v roce 1985. Od konce 80. let 20. století zámek dále pustl a proměnil se v ruiny.

## Památky
Na seznamu Národního ústavu dědictví (Narodowy Instytut Dziedzictwa) polského Ministerstva kultury je v Rząśniku zapsáno několik architektonických a historických památek:
- Kościół Świętej Trójcy - původně románský kostel Nejsvětější trojice z druhé poloviny 13. století s přilehlým historickým hřbitovem. Kostel byl přebudován v pozdně gotickém slohu v roce 1505. V pozdějších stoletích byl kostel upraven a jeho interiér byl doplněn barokními oltáři.[6]
- Fara - místní fara z první poloviny 18. století. Barokní budova, jejíž vzhled je narušen moderní přístavbou.

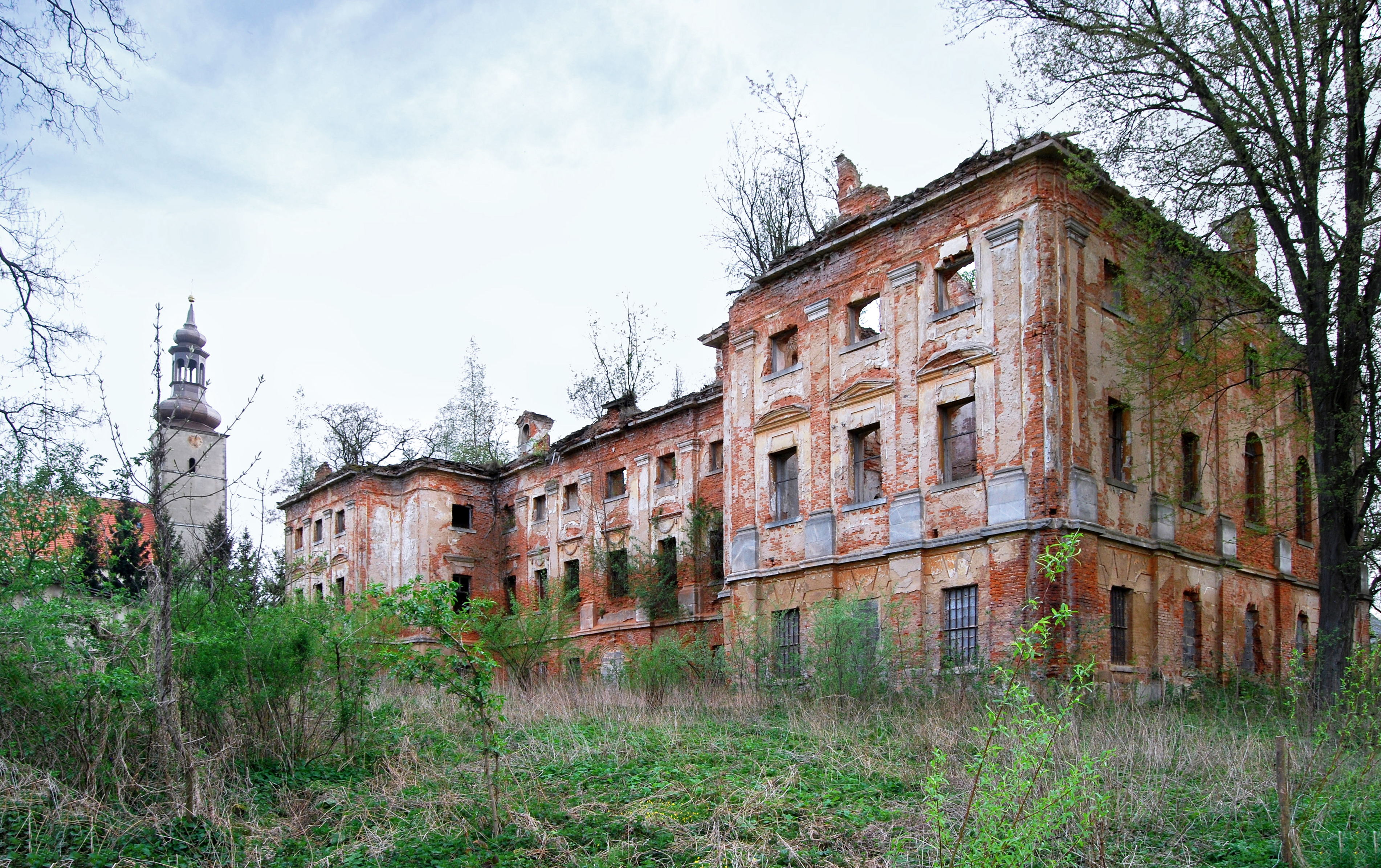
Ruiny původně barokního zámku

- Zámek a zámecký park - Barokní zámecký komplex z roku 1734, přestavěný a upravený v 19. a 20. století, s parkem z počátku 19. století. Zámek byl zapsán pod číslem 572 na polský národní seznam památek v roce 1959, park byl zařazen mezi památky v roce 1977. Ruiny zámku byly nabízeny ke koupi v roce 2014 za 159 000 zlotých.[7] Nakonec byla zřícenina prodána soukromému zájemci v roce 2015 za 145 000 zlotých.[8]

## Pověsti o pokladech
V dubnu roku 1945 příslušníci německé baterie, kteří sídlili v rząśnickém zámku, objekt podpálili a prchli odtud směrem k Jelení Hoře. Mezi místními obyvateli se tradovalo, že ve sklepeních zůstaly ukryty poklady, protože už v průběhu roku 1944 do zámku často přijížděla nákladní auta i koňské povozy s nákladem. Později byly tyto spekulace rozšířeny o pověst, že u knížecí věže v Siedlęcině je vchod do tunelu, který vede až do sklepení pod rząśnickým zámkem, kde jsou ukryty poklady, které sem navezli Němci na sklonku války. Tyto pověsti ještě přiživila skutečnost, že v roce 1946 lesy v okolí Rząśniku obsadili sovětští vojáci a několik měsíců intenzívně prohledávali celé okolí.